# Oskar Frölich
Emil Adolf Oskar Frölich (* 23. November 1843 in Bern; † 6. Juli 1909 in Berlin) war ein Techniker, der in Berlin auf den Gebieten der Elektrotechnik, Telegraphie, Elektrochemie und Sonnenwärme wirkte. 
1868 schrieb er an der Albertus-Universität zu Königsberg seine Dissertation Über den Einfluss der Absorption der Sonnenwärme in der Atmosphäre auf die Temperatur der Erde. 1873 wurde er bei Siemens als erster Physiker eingestellt um den Magnetismus zu ergründen.
1881 konstruierte er auf Grund der von ihm bereits 1871 entwickelten Theorie ein kugelförmiges Elektrodynamometer, bei welchem die feste und die bewegliche Rolle des Weberschen Instruments durch bewickelte Kugelflächen ersetzt werden. Fast gleichzeitig baute Friedrich Kohlrausch ein ähnliches Instrument.

## Veröffentlichungen
- Die dynamoelektrische Maschine. Eine physikalische Beschreibung für den technischen Gebrauch; Springer, 1886
- Stand und Zukunft der Acetylenbeleuchtung (mit H. Herzfeld; Im Auftrag des Calciumcarbid- und Acetylengasvereins) Springer, 1898
- Ueber die bei der Einwirkung von Stickoxydgas auf Brom entstehenden Producte, doi:10.1002/jlac.18842240304
- Die Lehre von der Elektrizität und dem Magnetismus mit besonderer Berücksichtigung ihrer Beziehungen zur Telegraphie. Julius Springer, Berlin 1878 (online) (Karl Eduard Zetzsche: Handbuch der elektrischen Telegraphie. Bd. 2).